# 鄭文公碑
鄭文公碑（ていぶんこうひ）は、中国の南北朝時代の北魏の書家の鄭道昭によって永平4年（511年）に彫られた2つの顕彰文。高貞碑と並ぶ「六朝楷書」の書蹟として著名である。
天柱山（現在の山東省青島市平度市）と雲峯山（現在の山東省煙台市萊州市）の2カ所でほぼ同文が刻されており、被顕彰者の鄭羲の名と鄭道昭自身の呼称によって前者は「鄭羲上碑」（ていぎじょうひ）、後者は「鄭羲下碑」（ていぎかひ）と呼ばれる。

## 鄭羲と刻字の事情
被顕彰者である鄭文公＝鄭羲は、作者である鄭道昭の父である。鄭氏そのものが名門貴族であったほか、鄭羲自身も正史『魏書』『北史』に「鄭羲列伝」として列伝を立てられており、碑の内容と合わせてみると相当の実力者であったことが知れる。
碑文によれば鄭羲は字を幼驎（ようりん）といい、没年から逆算すると泰常5年（420年）に開封県で生まれた。極めて聡明で高潔な人柄であったといい、和平年間（460年 - 465年）に孝文帝の養母である馮太后の信任を受けて中書令となり、やがて中書侍郎に昇進した。この頃、南朝宋に使者として赴き、宴の際に演奏された音楽を聞いて南朝宋が遠からず滅亡することを言い当てたという。
その後も鄭羲の躍進は続き、南朝宋からの帰国後、給事中を兼任して皇室の文官・史官のトップに立つとともに、故郷の開封県を治める熒陽侯（「熒」は「榮」の「木」を「火」に変えた字）の地位に着いた。続いて太和年間（477年 - 499年）に使持節・都督兗州諸軍事・安東将軍・兗州刺史・南陽公に次々と任じられ、晩年には秘書監として活躍した。太和17年（486年）、病により死去、享年67。同年4月24日に滎陽近郊の三皇山に葬られた。
鄭道昭が父の鄭羲の顕彰碑を造ろうとしたきっかけは、永平3年（510年）頃光州（現在の山東省の東部）刺史となり、領内巡視の際に山々に次々と碑文を彫るようになったことにある。この際、鄭羲も一時光州刺史であったことがあったことを踏まえて父を顕彰しようと考え、天柱山の磨崖に顕彰文を刻んだ。これが「鄭羲上碑」である。しかし光州に帰る途中で立ち寄った雲峯山でさらによい磨崖を発見し、ここにも同文を刻んだ。これが「鄭羲下碑」であり、後に2つ1組として扱われる「鄭文公碑」が出来たのである。
なお、刻字の事情について「鄭羲が汚職まみれの人物であったため、その汚名をそそぎたいと刻んだもの」とする説があるが、真偽の程は定かでない。

## 碑文と書風

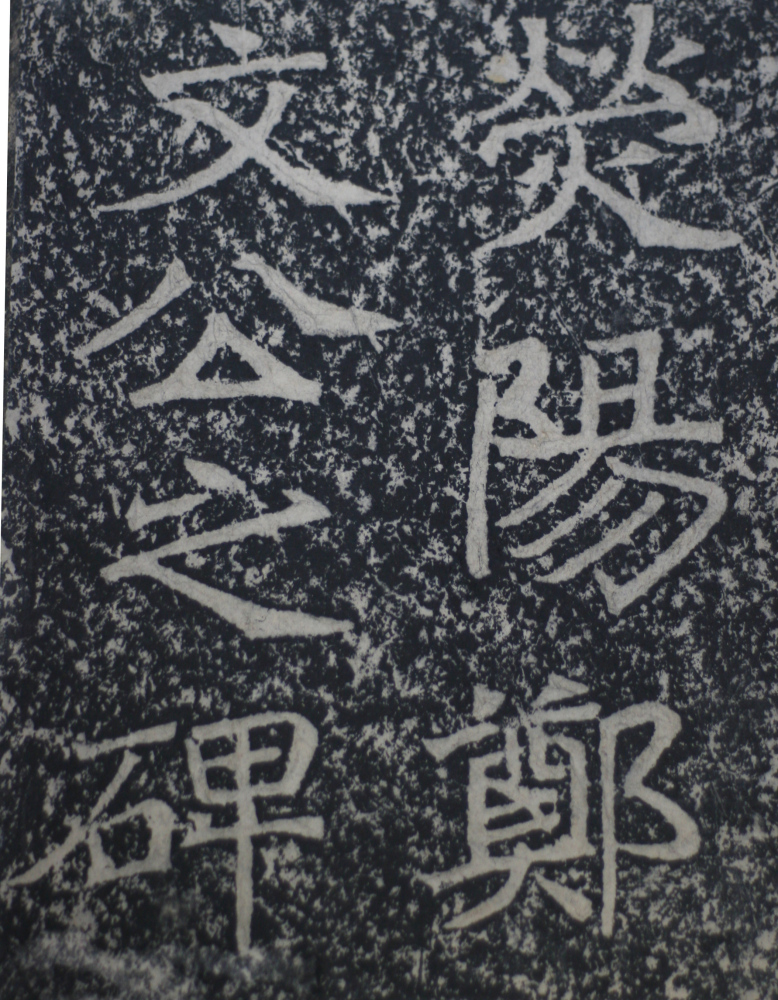
下碑　碑額

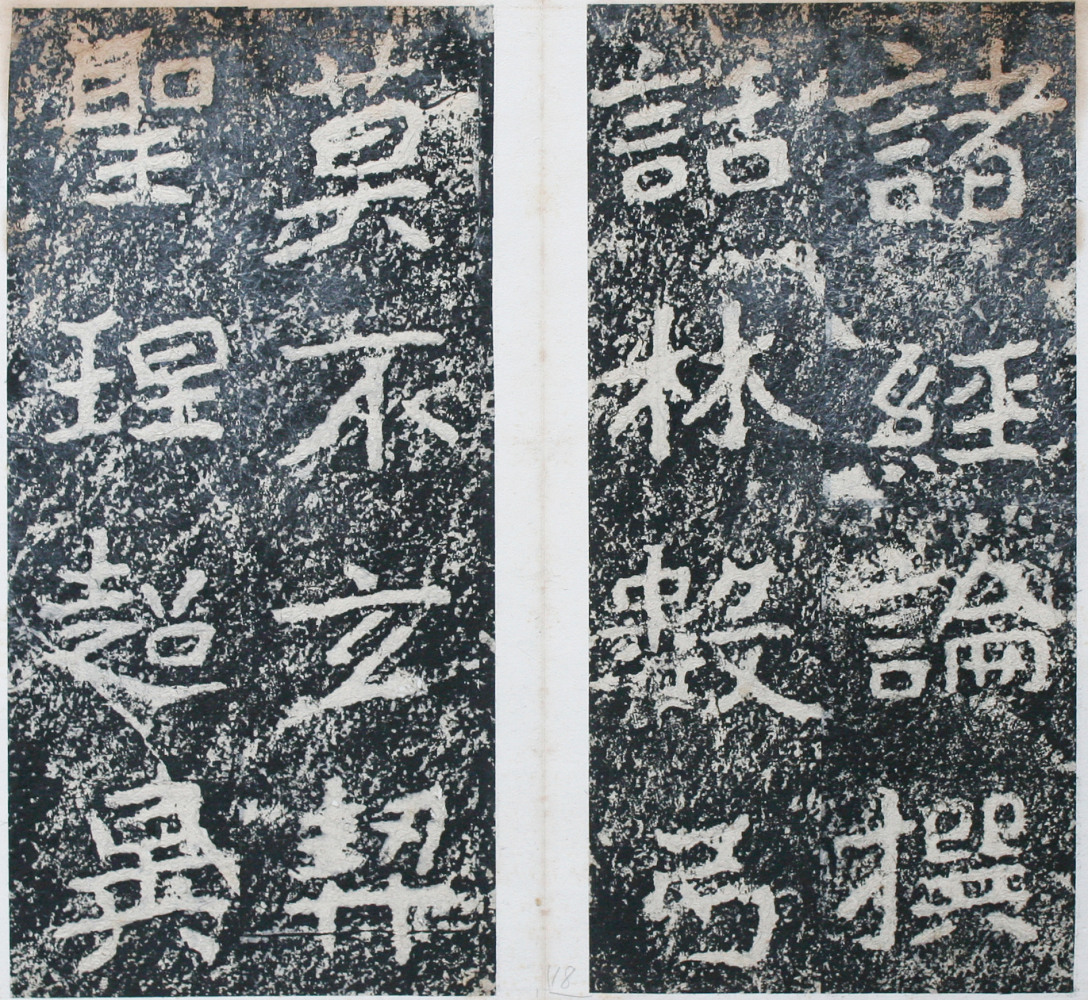
下碑　碑文　部分

上碑は1行50字×20行で、L字形をした崖の正面を磨いて長方形に区切った上で文字を刻んでいる。一方下碑は1行約29字×51行で、不定型な自然石の形のままに従って行を進め文字を彫りつけている（このため1行の文字数に出入りがある）。碑額には「熒陽鄭文公之碑」と刻まれている。上碑は石が粗く文字が小さいのに対し、下碑は石質がよく文字が大きいのが特徴である。
内容は鄭氏の系譜を語った後、生前の業績とエピソード、子の鄭道昭やその兄弟の刻字時点での官職履歴、建碑の事情を記す。六朝の文章に特徴的な駢儷文に近い文体を用いているが、いわゆる「四六」の形だけではなく、四字句を連ねた場所もある。鄭羲をほめたたえるために言葉を惜しんでおらず、極めて装飾の強い文章となっている。
書風はいわゆる「六朝楷書」に分類されるが、他の多くの碑と大きく違う点は角ばった筆遣いをする「方筆」と呼ばれる書風ではなく、柔らかく丸まった筆遣いをする「円筆」という書風であることである。厳密には文字の芯に方筆の意があり、完全な円筆ではないが、六朝楷書に円筆が存在し、しかもかなりその技法が発達していたことを世に知らしめた書蹟となった。それだけでなく、「楷書」でありながら篆書・隷書・行書・草書の意がすべて入っており、その書体の面白みからも評価を得ている。
また鄭文公碑は、しばしば南朝の「瘞鶴銘」（えいかくめい、「瘞」はやまいだれに「夾」を書きその下に「土」を置いた字）との関連性を指摘される。「瘞鶴銘」も円筆の碑であり、その書風はよく似通っているばかりか、刻まれた時期も相前後している。このことから互いに影響関係を認める説が一般的で、南北朝間で政治対立がありながら文化面では交流があったことを示すものとも考えられる。

## 下碑のみが目立つ理由
「鄭文公碑」には前述の通り上碑・下碑の二種類があるが、一般的に「鄭文公碑」といった場合は下碑の方を指すことが多い。一般に流通しているものも、臨書に使用されるのも通常は下碑である。
この理由として大きいのが、上碑の出来が下碑に比べて非常に粗いということである。上碑の石は下碑に比べると質が悪く、現在では激しい摩滅のためにほとんど字が読めなくなってしまっており、今もくっきりと全文が読める下碑と雲泥の差がある。また立ち方も覆いかかるようで直立ではなく、刻す際には斜めにのけぞるような体勢で刻したと思われ、きちんと立った状態の下碑に比べ条件が劣る。このような悪い材質に悪い条件で刻されては出来がよくなるわけもなく、また保存状態も劣悪であることから、書道界からは良質の石に良好な状況で刻された下碑より価値が下であり、書蹟として見るべきものはないと判断されたのである。
さらに上碑のある場所は清代以降登山道が極めて危険な状態になり、近年まで碑に到達することすら困難な状態であった。価値の低い碑を見るために危険を冒すこともないので、余計に上碑は世に出なくなり下碑が目立つことになったのであった。

## 研究と評価
この碑の存在は北宋に一時光が当てられたが、それきり800年近く忘れられた状態が続いた。しかし清代に考証学者の阮元が下碑を訪問して逸品と賞讃、世に出ることとなった。
おりしも北朝の碑文の出土が前世紀から相次ぐ中で、それまでの北朝の碑とは一風異なる書風であり、南朝とのつながりが示唆される碑が見つかったことは書道界に大きな影響を及ぼし、再評価した阮元は南北朝双方の書の傾向をまとめた論として「北碑南帖論」を唱えた。
日本には明治13年（1880年）に楊守敬が来朝した際、他の北朝の碑とともに拓本がもたらされ、「高貞碑」などと同様、六朝楷書になじみのなかった日本書道界に大きなうねりをもたらす契機となった。